# Dasophrys nigricans
Dasophrys nigricans là một loài ruồi trong họ Asilidae. Dasophrys nigricans được Wiedemann miêu tả năm 1821. Loài này phân bố ở vùng nhiệt đới châu Phi.